# Katholikentag
Katholikentag é um encontro em alemão organizado pelos leigos da Igreja Católica. Os festivais de Katholikentag ocorrem aproximadamente a cada 2 a 4 anos na Alemanha, Suíça e Áustria.

## Katholikentag na Alemanha

##### História
O primeiro festival oficial de Katholikentag foi organizado por Adam Franz Lennig e realizado em Mainz de 3 a 6 de outubro de 1848. A ideia era uma "assembleia geral da sociedade católica na Alemanha" (Generalversammlung des katholischen Vereins Deutschlands), originalmente destinada a delegados da Igreja Católica na Alemanha. Os 87 delegados e cerca de 100 visitantes se reuniram com o objetivo de melhorar as relações entre a Igreja Católica na Alemanha e o governo alemão.
Durante as décadas seguintes, os Katholikentag aumentaram em popularidade e fama. Eles se tornaram uma oportunidade para os católicos discutirem e celebrarem sua fé. Desde então, a Igreja Católica Romana na Alemanha tornou-se uma das religiões de Estado. Katholikentag na Alemanha é agora administrada pelo Comitê Central para os Católicos Alemães. Continua a ser um encontro cultural para alemães da fé católica, e grandes políticos e celebridades alemães participam do evento.

###### Katholikentag hoje
Katholikentag é agora um grande evento nacional na Alemanha. Embora os principais funcionários da Igreja tenham se envolvido com a celebração, ela tem permanecido uma função dos leigos católicos alemães, e não é um evento ecumênico oficial, nem é organizado ou ordenado pelo clero. A 100ª Katholikentag ocorreu em Leipzig em 2016.

## Katholikentag em outros países
O evento atrai falantes de alemão da Polônia, República Tcheca, Eslováquia, Hungria, Eslovênia, Croácia e Bósnia-Herzegovina. Ocasionalmente, é realizado em algum desses países. O mais recente Katholikentag na Europa Central ocorreu em 2004 e teve 80 000 visitantes, incluindo o papa João Paulo II. O tema do evento foi "Cristo — a esperança da Europa".